# Oscar Prieto
Oscar Prieto, conocido popularmente como Laucha Prieto (Paraje Molles de Olimar Chico, Treinta y Tres, Uruguay; 1 de febrero de 1926-Uruguay, 22 de octubre de 2018), fue un compositor, guitarrista, cantante, uruguayo de música popular, arqueólogo e investigador.

## Biografía
Nació el 1 de febrero de 1926 en el paraje Molles del Olimar Chico en Treinta y Tres, Uruguay. 
En sus primeros años de edad vive en el paraje Molles de Olimar Chico y la Cañada del Brujo en el departamento de Treinta y Tres.
A los diez años se mudó a la ciudad de Treinta y Tres. Allí comenzó a componer y a tocar la guitarra.
Desde 1989 a 2009 vivió en la localidad General Enrique Martínez (La Charqueada).
A partir de 2009 vive en la ciudad de Treinta y Tres.
Oscar “Laucha” Prieto ha vivido en La Charqueada, localidad del departamento de Treinta y Tres en Uruguay.
Ha sido entrevistado por Daniel Viglietti en su programa radial Tímpano en Radio El Espectador.
Entre sus composiciones de guitarra más conocidas se encuentra el Preludio N.º 8 interpretado por Cesar Amaro.
Es también un arqueólogo, investigador y escritor. Es considerado uno de los principales investigadores del Uruguay en la temática indígena, ha trabajado por años en los “Cerritos de Indios” y ha recolectado piezas arqueológicas de poblaciones indígenas de Uruguay.
En 1960 comienza el estudio arqueológico. Ha revelado alrededor de 500 cerritos de indios.
Es considerado una personalidad de Treinta y Tres y del canto popular en Uruguay que rescata las tradiciones y leyendas de los primeros habitantes de Uruguay. 
En 2010 se realizó un documental sobre su persona y su música denominado: Laucha Prieto: El Documental, dirigido por Martín Presente y Valentín Macedo. En este documental El Laucha Prieto relata su teoría sobre los primeros habitantes indígenas de Uruguay y su construcción de los cerritos
Por su parte, el antropólogo Walter Díaz Marrero ha incluido en su documental e investigación una nota extensa de la entrevista realizada por el antropólogo Renzo Pi Hugarte y el arqueólogo Jorge Baeza a Oscar Laucha Prieto.
Laucha Prieto escribió varios libros junto a Beatriz Bustamante.

## Premios y homenajes
- Homenaje de la Biblioteca Nacional por sus investigaciones arqueológicas.[10]